# Vexitomina regia
Vexitomina regia é uma espécie de gastrópode do gênero Vexitomina, pertencente a família Horaiclavidae.